# Гайнц Реннеберґ
Гайнц Реннеберґ (нім. Heinz Renneberg, 29 січня 1927 — 21 жовтня 1999) — німецький академічний веслувальник.
Олімпійський чемпіон 1960 року в складі розпашної двійки зі стерновим, учасник 1952 року.